# ジローラモ・プリウリ

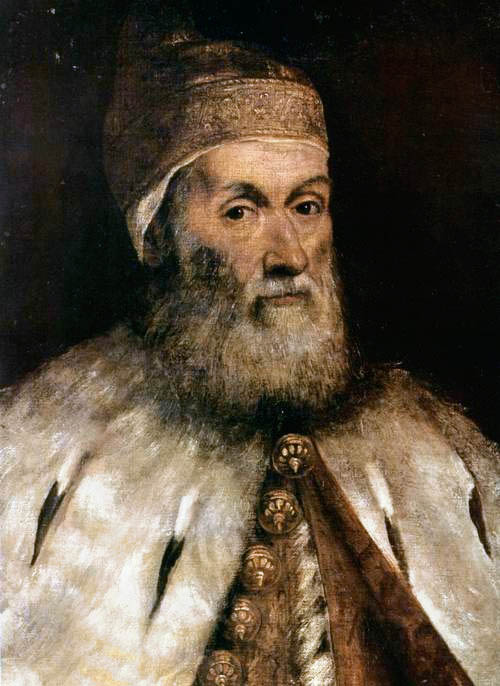
ジローラモ・プリウリ、ティントレット画

ジローラモ・プリウリ （Girolamo Priuli, 1486年 - 1567年）は、ヴェネツィアの元首（ドージェ）。（在任:1559年-1567年）

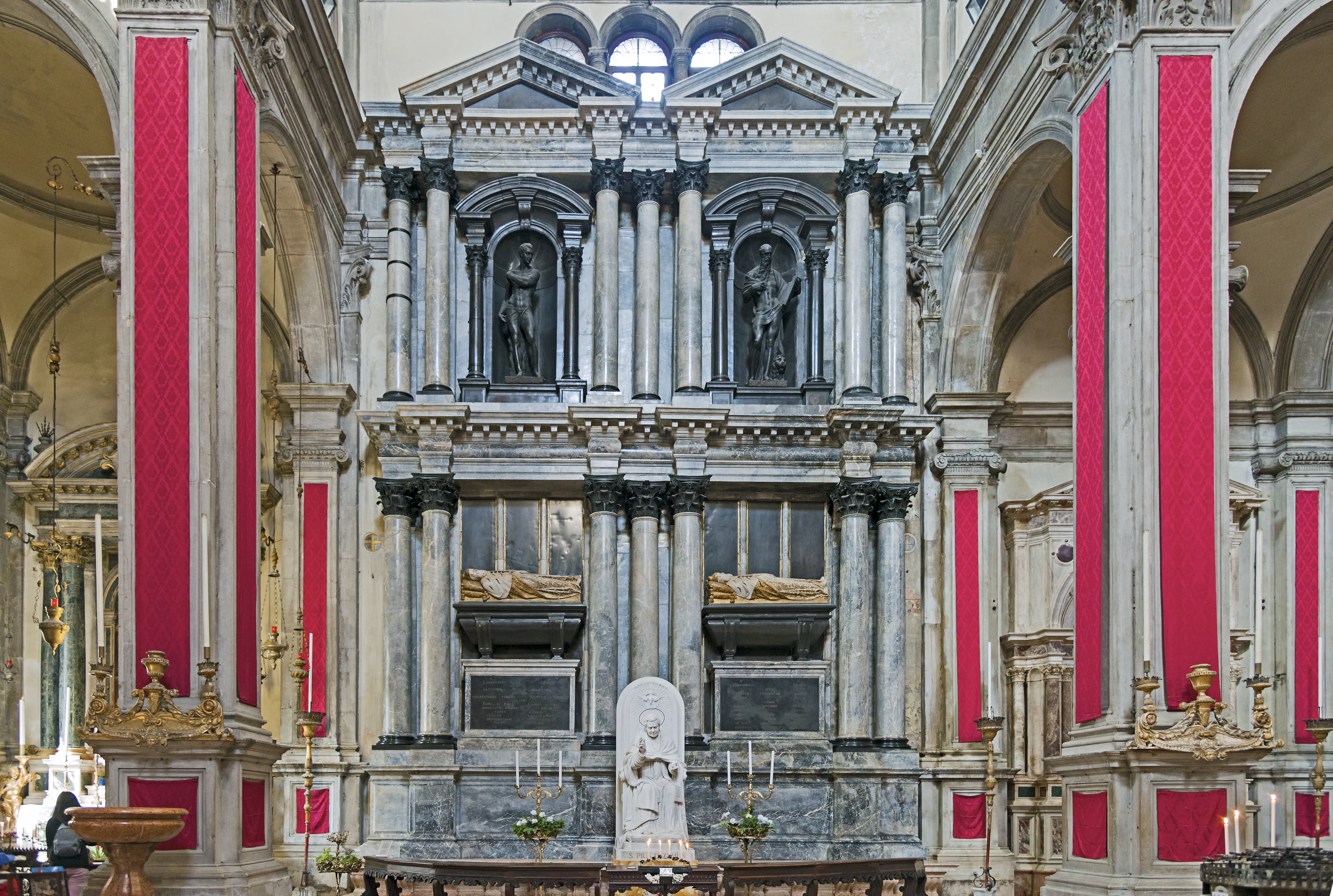

| スタブアイコン | サブスタブ | この項目は、まだ閲覧者の調べものの参照としては役立たない、人物に関連した書きかけの項目です。この項目を加筆・訂正などしてくださる協力者を求めています（P:人物伝/PJ:人物伝）。 |